# Pivní rohlík
Pivní rohlík (též pivák, pivovarský rohlík nebo pivařský rohlík) je jednou z variant rohlíku, typickou pro českou kuchyni. Jedná se o rohlík z kynutého těsta, který je na rozdíl od běžných rohlíků protáhlejší a má křupavější kůrku. Bývá sypaný solí nebo kmínem.
Navzdory názvu pivní rohlík obvykle neobsahují pivo. Název je odvozen od toho, že ho je možné k pivu podávat. Existují nicméně varianty pivního rohlíku, které malé množství piva obsahují.
Pivní rohlík začala jako první ve velkém vyrábět pekárna v Korunní ulici v Praze na začátku 21. století, později jej začaly péct i další pekárny v Česku, případně jej lze připravit i v domácích podmínkách. V roce 2009 se u Úřadu průmyslového vlastnictví pekárna v Korunní neúspěšně pokusila zaregistrovat ochrannou známku na označení pivní rohlík.